# Patricia Gualinga

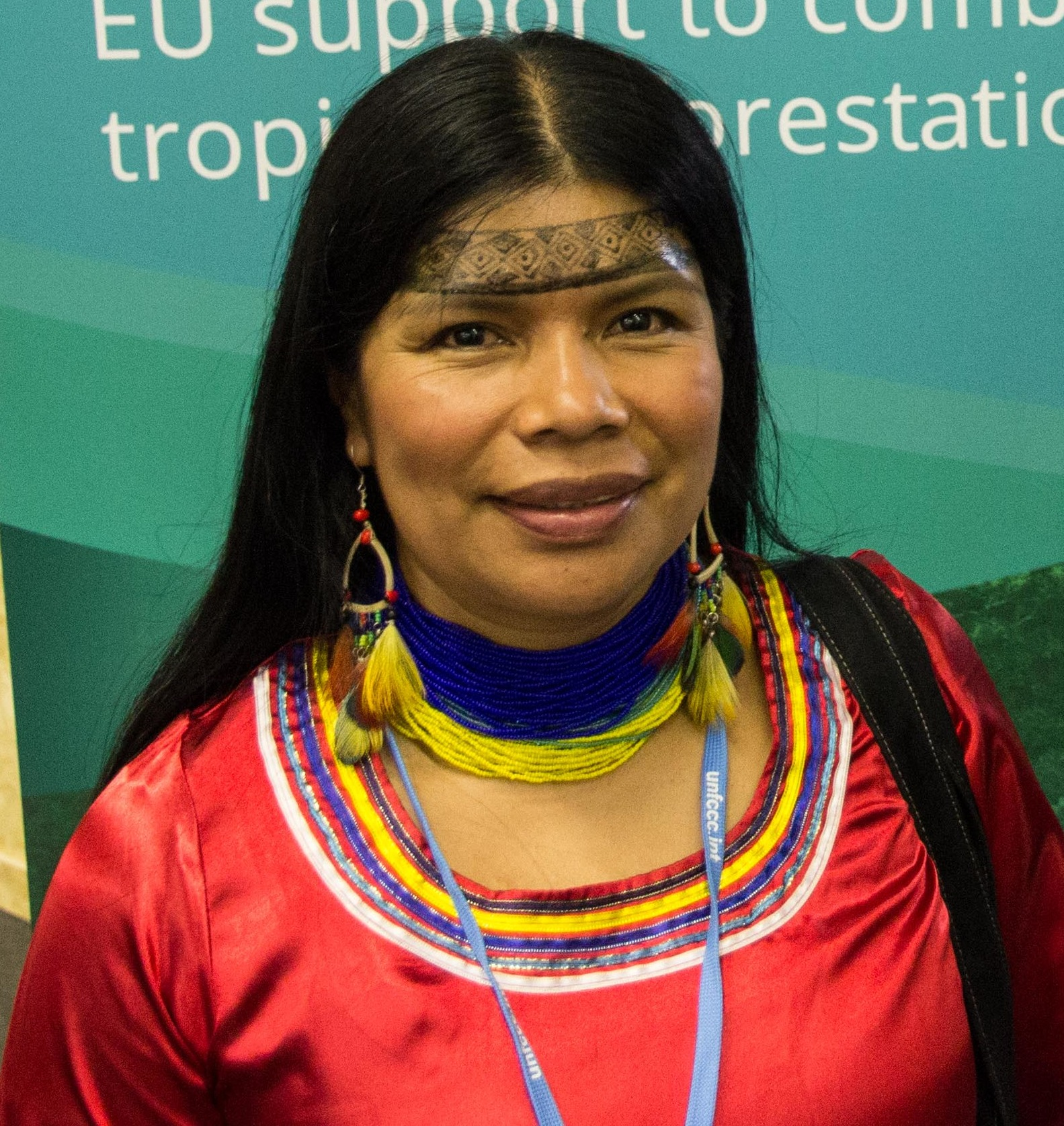
Gualinga in 2015

Patricia Gualinga is een Ecuadoraanse verdediger van mensenrechten, rechten van de inheemse bevolking en milieurechten. Zij doet dit onder andere namens de Pueblo Kichwa de Sarayaku, de inheemse gemeenschap in de Ecuadoraanse Amazone waar zij zelf ook deel van uit maakt.
Ze is vooral bekend door haar werk aan een rechtszaak die in 2012 bij het Inter-American Court Of Human Rights werd gevoerd. In deze zaak klaagden de Kichwa de staat van Ecuador aan over de aardolieconcessies die voor hun grondgebied waren afgegeven.

## Activisme
Gualinga is zes jaar de leider geweest van de vrouwenbeweging van de Pueblo. Zij verzorgde workshops voor vrouwen over het vertegenwoordigen van hun gemeenschap tegenover de media, de overheid en de industrie.
Die vaardigheden gebruikt zij nu zelf als directeur internationale relaties van het Kiwchavolk van Sarayaku. In deze functie heeft zij in 2014 meegelopen met de People’s Climate March in New York. In 2016 deed ze mee aan het IUCN World Conservation Congress 2016. In 2017 heeft ze de VN klimaattop (COP23) in Duitsland bezocht en gesproken namens ngo's uit de hele wereld, en vergelijkingen gemaakt tussen werk dat zij doen in onder meer Europa, Afrika en Amerika.

## Rechtszaak
Gualinga was een van de hoofdvertegenwoordigers van de Kichwa tijdens een rechtszaak tegen de overheid van Ecuador en hielp ook als vertaler.
In 2003 hebben de Association of the Kichwa People of Sarayaku, de Centro de Derechos Económicos y Sociales en de Center for Justice and International Law een petitie aangeboden aan de Inter-Amerikaanse Commissie voor de Rechten van de Mens waarin zij stelden dat de overheid van Ecuador hun rechten had geschonden door hun niet vooraf te raadplegen over aardolieconcessies die waren uitgegeven voor hun grondgebied. Ook wilden zij verwijdering van de 1433 kg explosieven die door de oliemaatschappij in het gebied waren verspreid. In 2004 heeft de commissie dit voorgelegd aan de Inter-American Court Of Human Rights, waarna er voorlopige maatregelen zijn opgelegd. In 2010 begon de werkelijke rechtszaak en in 2012 volgde het vonnis waarbij de Kichwa People of Sarayaku in het gelijk zijn gesteld.
De overheid van Ecuador heeft nog niet geheel voldaan aan de aanbevelingen uit dit vonnis. In december 2017, na veel acties en een vergadering met de Ecuadorian Confederation of Indigenous Nationalities, heeft president Lenin Moreno wel beloofd om nieuwe olie- en mijnconcessies die gedaan zijn zonder voorafgaande raadpleging van de inheemse bevolking op te gaan schorten.

## Bedreiging
Op 5 januari 2018 werd het huis van Gualinga aangevallen. De aanvaller gooide met stenen, brak ruiten en schreeuwde doodsbedreigingen. Ze was op dat moment thuis met haar ouders, man, broer en dochter. De dader is niet gevonden en Gualinga en haar man worden sindsdien beschermd door het Ecuadoraanse getuigenbeschermingsprogramma. Gualinga heeft laten weten zich niet door deze bedreiging te laten afhouden van haar werk als activiste.